# Isoplia lasiosoma
Isoplia lasiosoma är en skalbaggsart som beskrevs av Hermann Burmeister 1855. Isoplia lasiosoma ingår i släktet Isoplia och familjen Rutelidae. Inga underarter finns listade i Catalogue of Life.